# Rogny-les-Sept-Écluses
Rogny-les-Sept-Écluses – miejscowość i gmina we Francji, w regionie Burgundia-Franche-Comté, w departamencie Yonne.
Według danych na rok 1990 gminę zamieszkiwało 725 osób, a gęstość zaludnienia wynosiła 22 osoby/km² (wśród 2044 gmin Burgundii Rogny-les-Sept-Écluses plasuje się na 330. miejscu pod względem liczby ludności, natomiast pod względem powierzchni na miejscu 136.).